# Psychic Detective Yakumo
Psychic Detective Yakumo (心霊探偵 八雲?, Shinrei tantei Yakumo) è una serie di light novel di Manabu Kaminaga con illustrazioni di Katō Akatsuki. Essa è stata pubblicata a partire dal 2004 da Nihon Bungeisha e dal 2012 da Kadokawa Shoten. La Kadokawa Shoten ha in seguito avviato una ristampa della serie in una nuova edizione formato bunkoban con illustrazioni di Yasushi Suzuki.
La storia è stata successivamente adattata in un dorama live action in 13 puntate da 30 minuti l'una nel 2006 e mandato in onda da TV Tokyo, due manga tra il 2007 e il 2009, una serie televisiva anime in 13 episodi nel 2010 e infine uno spettacolo teatrale.
Una serie prequel intitolata Ukikumo shinrei kitan (浮雲心霊奇譚 赤眼の理?), scritta sempre da Manabu Kaminaga e illustrata da ZUNKO ha iniziato la pubblicazione il 26 novembre 2014 sulla rivista Shōsetsu Subaru di Shūeisha.

## Trama
Yakumo è uno studente universitario, di carattere riservato si mantiene sempre in disparte cercando di non attrarre l'attenzione. Suo malgrado, però, ha una particolarità genetica unica che lo contraddistingue da tutti gli altri, è difatti nato con l'occhio sinistro rosso; di solito il ragazzo si trova costretto a nascondere questa caratteristica dietro una lente a contatto. Ora, quest'occhio così "strano" gli dà di fatto la capacità di vedere ciò che gli altri non riescono nemmeno ad intuire, ovvero spiriti e fantasmi; ciò fin dall'inizio, com'è facile immaginare, gli ha causato nella vita non poche difficoltà di relazione. Ma anche se questa capacità speciale avrebbe potuto facilmente spaventare chiunque, non fa invece paura a Yakumo.
Il nostro protagonista crede fortemente ed è convinto che gli esseri ultraterreni che lui riesce ad intravedere non siano altro che grumi di sentimenti inespressi lasciati alle spalle dai loro legittimi proprietari e mai risolti: ciò fa sì che l'autore di tali sentimenti, anche dopo morto, rimanga strettamente (anche al di là della sua volontà) collegato al mondo dei vivi e non riesca pertanto a distogliersene e liberarsi.  Parlando con loro Yakumo capisce che, se fosse in grado di eliminare la causa emotiva che costringe gli spiriti a rimaner attaccati al mondo, riuscirebbe conseguentemente anche a scioglierne i legami che li mantengono ancorati ai vivi, permettendogli così finalmente di riposare in pace.
Un giorno una sua compagna di scuola di nome Haruka bussa alla sua porta, chiedendogli aiuto: crede che una sua cara amica sia stata posseduta dai demoni e lei non sa proprio cosa fare per poterla salvare. Dopo un primo momento di titubanza, Yakumo si decide ad accettare l'incarico: ha così inizio tutta una serie d'avventure ricche d'eventi soprannaturali irrisolti, in cui i due protagonisti cercano di decifrarne gli enigmi strettamente interconnessi l'uno con l'altro. Il viaggio indagatore di Yakumo ha inizio, nel tentativo di liberare il suo cuore dal peso di un dolorosissimo passato.

## Personaggi
Yakumo Saito (斉藤 八雲?, Saitō Yakumo)
Doppiato da: Daisuke Ono
Protagonista della vicenda, è uno studente universitario che ha la sua camera nei pressi della sala riprese del club cinematografico. Si comporta come un estraneo e non sembra esser capace di legare con gli altri suoi compagni di studio. È nato con un'eterocromia, ovvero una differenza di colore egli occhi, quello sinistro è difatti di un rosso cremisi e ciò gli permette di riuscir a veder i fantasmi. Di carattere schietto e sarcastico, spesso risulta essere freddo e distaccato col prossimo; non si preoccupa inoltre minimamente di quel che posson pensar gli altri. Tuttavia sotto quest'apparenza coriacea nasconde un cuore in fin dei conti gentile, giungendo ad aiutar chiunque venga a chiedergli soccorso. Spesso e volentieri usa trucchi per ottener quel che vuole, ingannando gli insegnanti a proprio vantaggio.
Egli prende spesso in giro Kazutoshi e Haruka a causa della loro precisione ed intelligenza acuta; ha una passione per i dolci e a volte viene sorpreso ad ingozzarsi di semifreddi. Dimostra d'esser molto attento e logico e riesce a risolvere nella maggioranza dei casi i misteri prima della stessa polizia; sembra esser decisamente sensibile al fascino di Haruka. Quando non riesce a venir a capo d'una questione ha crisi d'impotenza che lo lasciano spossato. Nasconde gelosamente i propri sentimenti, custodendoli agli occhi indiscreti delle persone, ma riuscirà ad avvicinarsi ed infine ad aprirsi davanti a pochissime persone: Haruka, Kazutoshi, lo zio Isshin e la sua giovane cugino Nao, il quale risulta esser sempre molto affabile e gentile nei suoi confronti. Via via proverà un attaccamento sempre più profondo verso queste persone, non esitando a rischiar la propria vita per salvarli dal pericolo.
Haruka Ozawa (小沢 晴香?, Ozawa Haruka)
Doppiata da: Ayumi Fujimura
Una studentessa del 2º anno che chiede a Yakumo d'aiutarla a salvare la sua amica Miki dagli spiriti maligni impossessatisi di lei. È la prima persona a dimostrar di non aver affatto paura degli strani occhi di Yakumo né della sua capacità di vedere i fantasmi; gli dice anzi che sono delle belle caratteristiche.
Aiutata da Yakumo, riuscirà a vedere la sua sorella gemella morta in un incidente d'auto quando lei aveva appena 7 anni: Haruka si è sempre sentita fortemente in colpa per questo, visto che la sorella ha avuto l'incidente mentre stava inseguendo una palla che lei aveva gettato fuori dal cortile in mezzo alla strada. Yakumo la rassicura che non è stata colpa sua e le mostra l'immagine di sua sorella sorridente. Sviluppera una sorta di cotta nei confronti di Yakumo, e via via che il tempo passa i suoi sentimenti si faranno sempre più profondi.
Kazutoshi Gotou (後藤 和利?, Gotō Kazutoshi)
Doppiato da: Hiroki Tōchi
Un detective di mezza età maniaco del lavoro. Ha conosciuto Yakumo molto tempo prima e non esita a chiamarlo quando s'imbatte in un coinvolgimento paranormale nei casi in cui si trova ad indagare. La moglie lo ha lasciato anni prima e crede che il suo assistente Yuutarou sia gay (cosa che si dimostra falsa dalla sua cotta per Haruka). Dieci anni prima salvò la vita a Yakumo da sua madre che cercò di ucciderlo.
Yuutarou Ishii (石井 雄太郎?, Ishii Yūtarou)
Doppiato da: Tokuyoshi Kawashima
Il giovane poliziotto che lavora alle dipendenze dell'ammiratissimo Kazutoshi. Comincia ad interessarsi ed amare sempre più gli aspetti soprannaturali dei casi a loro affidati, anche se poi finisce sempre che se ne fa spaventare a morte. Per un breve periodo di tempo viene sospettato di essere omosessuale.
Makoto Hijikata (土方 真琴?, Hijikata Makoto)
Doppiata da: Megumi Toyoguchi
Una giornalista che aiuta Yakumo ed il suo gruppo nelle indagini che via via si trovano a svolgere; suo padre è un pezzo grosso della polizia. Ad un certo punto verrà posseduta da un fantasma il cui desiderio di continuare ad esistere lo porta a manifestarsi attraverso il suo corpo: la sua anima dovrà lottare per un bel po' di tempo contro questo intruso, ma verrà successivamente salvata da Yakumo. Prova un forte sentimento nei confronti di Yuutarou.
Nao Saito (斉藤 奈緒?, Saitō Nao)
Doppiata da: Ami Koshimizu
Cugina più piccola di Yakumo, è sorda dalla nascita e vive con Isshin all'interno di un tempio buddhista; è in grado di percepire i sentimenti di chi la circonda in modo molto chiaro e distinto.
Isshin Saito (斉藤 一心?, Saitō Isshin)
Doppiato da: Toshihiko Seki
Zio di Yakumo e padre di Nao, indossa una lente a contatto rossa per far sentire Yakumo più a suo agio.
Miyuki Nanase (七瀬 美雪?, Nanase Miyuki)
Doppiata da: Ryoka Yuzuki
Assistente malvagia del padre di Yakumo; si dimostra come un essere forte fisicamente, dalla mente contorta e molto fedele al suo padrone.

## Media

### Light novel
La serie di light novel è stata scritta da Manabu Kaminaga e illustrata da Katō Akatsuki e pubblicata da Nihon Bungeisha per i primi 8 volumi e da Kadokawa Shoten dal numero 9 in poi. La prima light novel è stata messa in vendita il 5 ottobre 2004 mentre l'ultima il 25 giugno 2020.
In Italia la serie è stata pubblicata da Panini Comics sotto l'etichetta Planet Manga dal 18 maggio 2013 al 19 dicembre 2015, interrompendosi al quarto volume.

#### Volumi
| Nº | Titolo italiano Giapponese 「Kanji」 - Rōmaji                                 | Data di prima pubblicazione             | Data di prima pubblicazione             |
| Nº | Titolo italiano Giapponese 「Kanji」 - Rōmaji                                 | Giapponese                              | Italiano                                |
| 1  | L'occhio rubino 「赤い瞳は知っている」 - Akai hitomi wa shitte iru            | 5 ottobre 2004 ISBN 978-4-8355-8344-0   | 18 maggio 2013 ISBN 978-88-6304-845-2   |
| 2  | Ciò che collega l'anima 「魂をつなぐもの」 - Tamashī o tsunagu mono           | 15 marzo 2005 ISBN 978-4-8355-9104-9    | 5 ottobre 2013 ISBN 978-88-912-5045-2   |
| 3  | La luce in fondo all'oscurità 「闇の先にある光」 - Yami no saki ni aru hikari | 15 luglio 2005 ISBN 978-4-286-00001-5   | 31 marzo 2014 ISBN 978-88-912-5427-6    |
| 4  | Sentimenti da proteggere 「守るべき想い」 - Mamorubeki omoi                   | 10 novembre 2005 ISBN 978-4-286-00008-4 | 19 dicembre 2015 ISBN 978-88-912-5880-9 |
| 5  | 「つながる想い」 - Tsunagaru omoi                                             | 15 marzo 2006 ISBN 978-4-286-00002-2    | —                                       |
| 6  | 「失意の果てに」 - Shitsui no hate ni                                         | 20 dicembre 2006 ISBN 978-4-286-00004-6 | —                                       |
| 7  | 「魂の行方」 - Tamashī no yukue                                               | 20 marzo 2008 ISBN 978-4-286-04855-0    | —                                       |
| 8  | 「失われた魂」 - Ushinawareta tamashī                                         | 31 agosto 2009 ISBN 978-4-286-08126-7   | —                                       |
| 9  | 「救いの魂」 - Sukui no tamashī                                               | 26 marzo 2012 ISBN 978-4-04-110068-4    | —                                       |
| 10 | 「魂の道標」 - Tamashī no michishirube                                        | 23 marzo 2019 ISBN 978-4-04-107672-9    | —                                       |
| 11 | 「魂の代償」 - Tamashī no daishō                                              | 30 marzo 2019 ISBN 978-4-04-107674-3    | —                                       |
| 12 | 「魂の深淵」 - Tamashī no shin'en                                             | 25 giugno 2020 ISBN 978-4-04-109181-4   | —                                       |

### Manga

Copertina del tredicesimo volume dell'edizione italiana del manga Psychic Detective Yakumo - L'investigatore dell'occulto

Un adattamento manga scritto sempre da Manabu Kaminaga, disegnato da Ritsu Miyako e intitolato Psychic Detective Yakumo: Akai hitomi wa shitteiru (心霊探偵八雲 ～赤い瞳は知っている～?) è stato serializzato sulla rivista mensile Bessatsu Hana to yume edita da Hakusensha, dal 26 marzo 2007 al 2008.
Un altro manga, Psychic Detective Yakumo - L'investigatore dell'occulto (心霊探偵八雲?, Shinrei tantei Yakumo), ha debuttato sulla testata Asuka della Kadokawa Shoten dal 24 giugno 2009 per poi concludersi il 24 giugno 2016. In questa seconda versione cartacea i disegni sono di Suzuka Oda mentre i testi sono curati dall'autore originale come per il precedente.
In Italia è giunta la seconda serie pubblicata da Panini Comics sotto l'etichetta Planet Manga nella collana Manga Mystery dal 7 luglio 2012 all'11 maggio 2017.

#### Volumi
| Psychic Detective Yakumo: Akai hitomi wa shitteiru (2 volumi)       | |                        |                   |
| 1                                                                   | 19 novembre 2007 | ISBN 978-4-59-218775-2 | —                 |
| 2                                                                   | 19 marzo 2008 | ISBN 978-4-59-218776-9 | —                 |
| Psychic Detective Yakumo - L'investigatore dell'occulto (14 volumi) | |                        |                   |
| 1                                                                   | 21 ottobre 2009 | ISBN 978-4-04-854386-6 | 7 luglio 2012     |
| 1                                                                   | Capitoli - File 1. La stanza inaccessibile 1 - File 1. La stanza inaccessibile 2 - File 1. La stanza inaccessibile 3 - File 2. Ciò che collega l'anima 1 |                        |                   |
| 2                                                                   | 19 marzo 2010 | ISBN 978-4-04-854432-0 | 30 agosto 2012    |
| 2                                                                   | Capitoli - File 2. Ciò che collega l'anima 2 - File 2. Ciò che collega l'anima 3 - File 2. Ciò che collega l'anima 3 - File 2. Ciò che collega l'anima 4 |                        |                   |
| 3                                                                   | 22 settembre 2010 | ISBN 978-4-04-854532-7 | 30 novembre 2012  |
| 3                                                                   | Capitoli - File 2. Ciò che collega l'anima 5 - File 2. Ciò che collega l'anima 6 - File 2. Ciò che collega l'anima 7 - File 2. Ciò che collega l'anima 8 - File 2. Ciò che collega l'anima 9 - File 2. Ciò che collega l'anima 10                                    |                        |                   |
| 4                                                                   | 22 dicembre 2010 | ISBN 978-4-04-854572-3 | 31 gennaio 2013   |
| 4                                                                   | Capitoli - File 3. La luce in fondo all'oscurità 1 - File 3. La luce in fondo all'oscurità 2 - File 3. La luce in fondo all'oscurità 3 - File 3. La luce in fondo all'oscurità 4                                                                                     |                        |                   |
| 5                                                                   | 21 maggio 2011 | ISBN 978-4-04-854633-1 | 30 marzo 2013     |
| 5                                                                   | Capitoli - File 3. La luce in fondo all'oscurità 5 - File 3. La luce in fondo all'oscurità 6 - File 3. La luce in fondo all'oscurità 7 - File 3. La luce in fondo all'oscurità 8 - File 3. La luce in fondo all'oscurità 9                                           |                        |                   |
| 6                                                                   | 21 ottobre 2011 | ISBN 978-4-04-854701-7 | 8 giugno 2013     |
| 6                                                                   | Capitoli - File 3. La luce in fondo all'oscurità 10 - File 3. La luce in fondo all'oscurità 11 - File 3. La luce in fondo all'oscurità 12 - File 4. Sentimenti da proteggere 1 - Yakumo Walker                                                                       |                        |                   |
| 7                                                                   | 22 febbraio 2012 | ISBN 978-4-04-120194-7 | 27 luglio 2013    |
| 7                                                                   | Capitoli - File 4. Sentimenti da proteggere 2 - File 4. Sentimenti da proteggere 3 - File 4. Sentimenti da proteggere 4 - File 4. Sentimenti da proteggere 5 |                        |                   |
| 8                                                                   | 24 ottobre 2012 | ISBN 978-4-04-120262-3 | 28 settembre 2013 |
| 8                                                                   | Capitoli - File 4. Sentimenti da proteggere 6 - File 4. Sentimenti da proteggere 7 - File 4. Sentimenti da proteggere 8 - File 4. Sentimenti da proteggere 9 - File 4. Sentimenti da proteggere 10 - File 4. Sentimenti da proteggere 11                             |                        |                   |
| 9                                                                   | 22 marzo 2013 | ISBN 978-4-04-120654-6 | 13 dicembre 2013  |
| 9                                                                   | Capitoli - File 4. Sentimenti da proteggere 12 - Fuoristoria. Diario delle abitudini di Yakumo Saito - File 5. Sentimenti che si collegano 1 - File 5. Sentimenti che si collegano 2 - File 5. Sentimenti che si collegano 3 - File 5. Sentimenti che si collegano 4 |                        |                   |
| 10                                                                  | 21 settembre 2013 | ISBN 978-4-04-120858-8 | 24 maggio 2014    |
| 10                                                                  | Capitoli - File 5. Sentimenti che si collegano 5 - File 5. Sentimenti che si collegano 6 - File 5. Sentimenti che si collegano 7 - File 5. Sentimenti che si collegano 8                                                                                             |                        |                   |
| 11                                                                  | 26 marzo 2014 | ISBN 978-4-04-121077-2 | 13 settembre 2014 |
| 11                                                                  | Capitoli - File 5. Sentimenti che si collegano 9 - File 5. Sentimenti che si collegano 10 - File 5. Sentimenti che si collegano 11 - File 5. Sentimenti che si collegano 12 - File 6. Alla fine della delusione 1                                                    |                        |                   |
| 12                                                                  | 26 settembre 2014 | ISBN 978-4-04-102217-7 | 23 maggio 2015    |
| 12                                                                  | Capitoli - File 6. Alla fine della delusione 2 - File 6. Alla fine della delusione 3 - File 6. Alla fine della delusione 4 - File 6. Alla fine della delusione 5 - File 6. Alla fine della delusione 6                                                               |                        |                   |
| 13                                                                  | 26 gennaio 2016 | ISBN 978-4-04-102856-8 | 12 gennaio 2017   |
| 13                                                                  | Capitoli - File 6. Alla fine della delusione 7 - File 6. Alla fine della delusione 8 - File 6. Alla fine della delusione 9 - File 6. Alla fine della delusione 10 - File 6. Alla fine della delusione 11                                                             |                        |                   |
| 14                                                                  | 26 settembre 2016 | ISBN 978-4-04-104800-9 | 11 maggio 2017    |
| 14                                                                  | Capitoli - File 6. Alla fine della delusione 12 - File 6. Alla fine della delusione 13 - File 6. Alla fine della delusione 14 - File 6. Alla fine della delusione 15 - File 6. Alla fine della delusione 16                                                          |                        |                   |

### Anime
Un adattamento anime venne prodotto da Bee Train, con i testi di Hiroyuki Kawasaki e la direzione di Tomoyuki Kurokawa, fu trasmesso dal 3 ottobre al 26 dicembre 2010 su NHK-BS2.

#### Episodi
| Nº | Titolo italiano (traduzione letterale) Giapponese 「Kanji」 - Rōmaji                                        | In onda          | In onda |
| Nº | Titolo italiano (traduzione letterale) Giapponese 「Kanji」 - Rōmaji                                        | Giapponese       |         |
| 1  | La sala proibita 「開かずの間」 - Akazu no ma                                                               | 3 ottobre 2010   |         |
| 2  | La maledizione della volpe bianca 「白狐の祟り」 - Byakko no tatari                                         | 10 ottobre 2010  |         |
| 3  | L'oscurità del tunnel 「トンネルの闇」 - Tonneru no yami                                                    | 17 ottobre 2010  |         |
| 4  | Spiriti di collegamento ~ possesso ~ 「魂をつなぐもの～憑依～」 - Tamashii o tsunagu mono ~ hyōi ~          | 24 ottobre 2010  |         |
| 5  | Spiriti di collegamento ~ rinascita ~ 「魂をつなぐもの～蘇生～」 - Tamashii o tsunagu mono ~ sosei ~        | 31 ottobre 2010  |         |
| 6  | Articolo economico 「格安の物件」 - Kakuyasu no bukken                                                      | 7 novembre 2010  |         |
| 7  | Pensieri di collegamento ~ trappola ~ 「つながる想い～罠～」 - Tsunagaru omoi ~ wana ~                      | 14 novembre 2010 |         |
| 8  | Pensieri di collegamento ~ legami ~ 「つながる想い～縁～」 - Tsunagaru omoi ~ en ~                          | 21 novembre 2010 |         |
| 9  | Pensieri di collegamento ~ luce ~ 「つながる想い～光～」 - Tsunagaru omoi ~ hikari ~                        | 28 novembre 2010 |         |
| 10 | Fine della disperazione ~ avviso ~ 「失意の果てに～告知～」 - Shitsui no hate ni ~ kokuchi ~                | 5 dicembre 2010  |         |
| 11 | Fine della disperazione ~ pugnale dell'assassino ~ 「失意の果てに～凶刃～」 - Shitsui no hate ni ~ kyōjin ~ | 12 dicembre 2010 |         |
| 12 | Oltre la disperazione ~ odio ~ 「失意の果てに～憎悪～」 - Shitsui no hate ni ~ zōo ~                        | 19 dicembre 2010 |         |
| 13 | Oltre la disperazione ~ eternità ~ 「失意の果てに～久遠～」 - Shitsui no hate ni ~ kudō ~                   | 26 dicembre 2010 |         |